# Karim Badiane
Karim Badiane (ur. 24 marca 1959) – senegalski judoka. Olimpijczyk z Moskwy 1980, gdzie zajął siedemnaste miejsce w wadze półśredniej.
Uczestnik mistrzostw świata w 1979 i 1981 roku.

## Letnie Igrzyska Olimpijskie 1980
| Konkurencja | Eliminacje            | Klas. końcowa |
| Konkurencja | 1/32                  | Miejsce       |
| ----------- | --------------------- | ------------- |
| 78 kg       | Harald Heinke (DDR) P | 17.           |